# Нидерлангау
Нидерлангау (на немски: Niederlahngau, Nieder-Lahngau) е средновековно франкско гауграфство на река Среден Лан в днешните Хесен и Рейнланд-Пфалц в Германия.

## История
Намира се в Херцогство Франкония на територията на земите на източнофранкските Конрадини. Преди 900 г. Лангау се разделя на Оберлангау (Oberlahngau) и Нидерлангау (Niederlahngau)
Братята Конрад Стари, Гебхард, Еберхард и Рудолф, синове на Удо (граф на Лангау), разделят Лангау. Конрад получава източната част (Оберлангау), Еберхард получава западната част (Нидерлангау). Важен църковен център става Диткирхен (споменат 841 г. като „ecclesia Dietkircha“), днес част от град Лимбург на Лан.

## Графове в Нидерлангау
- Гебхард († 879), граф в Нидерлангау (832 – 879), родоначалник на род Конрадини
- Еберхард (* ок. 858; † 902/903, убит пред Бамберг), брат на Конрад Стари, граф в Нидерлангау 902/903, 888 граф в Ортенау, ∞ Вилтруд доказана (903 – 933), дъщеря на Валахо
- Гебхард II (* ок. 865; † 22 юни 910), граф в Нидерлангау, син на Удо граф на Лангау
- Конрад Курцболд († 30 юни 948), син на Еберхард, 910 г. граф в долен Нидерлангау около град Лимбург на Лан
- Еберхард († 10 май 966), 948 доказан, 958 и 966 граф в Ауелгау, 958 граф в Нидерлангау, 966 граф в Лангау, внук на Еберхард. Той е последният познат по име граф в Нидерлангау от Каролингите
- Герлах I († 1018), граф в Нидерлангау (1002 – 1013)
- Годеболд, 1053 г. граф в Южен Нидерлангау,
- Ембрихо, граф в северен Нидерлангау и основател на фамилията на графовете на Диц.